# Нарис (список)
Нарис, який також називають ієрархічним контуром, являє собою список, організований для відображення ієрархічних зв'язків, і є типом деревної структури. Контур використовується  щоб представити основні моменти (у реченнях) або теми (терміни) даної теми. Кожен пункт у контурі може бути розділений на додаткові підпункти. Якщо організаційний рівень у структурі планується підрозділити, він повинен мати принаймні дві підкатегорії, як зазначено у основних посібниках зі стилів, що використовуються в даний час.      Контур може бути використаний як інструмент складання документа або як підсумок змісту документа або знань у цілій галузі.  Контури, описані в цій статті, є списками і бувають декількох різновидів.
Контур (нарис) речення - це інструмент для складання документа, наприклад есе, статті, книги чи навіть енциклопедії. Це список, що використовується для упорядкування фактів чи моментів, що підлягають висвітленню, та порядку їх викладу за розділами. Конспекти тем перелічують підтеми, теми, розташовані за рівнями, і хоча їх можна використовувати для планування композиції, вони найчастіше використовуються як підсумок, наприклад, у вигляді змісту або списку тем у навчальній програмі курсу.
Нариси додатково розмежовуються префіксом індексу або іншою позначкою. Багато нарисів містять числовий або буквено-цифровий префікс, що передує кожному запису, щоб вказати певний шлях для кожного елемента. Буквено-цифровий контур використовує чергування літер і цифр для ідентифікації записів. Десятковий нарис використовує лише цифри. Нарис без префіксів називається "оголеним нарисом".
Зворотний нарис - це перелік тез або тем, що створений з існуючої роботи як інструмент перегляду; це може показати прогалини у висвітленні документа, щоб вони могли бути заповнені, і може допомогти у перестановці тез або тем для поліпшення структури роботи. 

#### Нарис людських знань
Пропедія - це історична спроба Британської енциклопедії представити ієрархічний "Нарис знань" в окремому томі в 15-му виданні 1974 року. «Нарис знань » - проект Мортімера Адлера . Пропедія мала три рівні, 10 "Частини" на верхньому рівні, 41 "Відділи" на середньому рівні та 167 "Розділи" на нижньому рівні, пронумеровані, наприклад, "1. Матерія та енергія "," 1.1 Атоми "," 1.1.1. Структура та властивості синхронізації ”.